# Plesiotrygon iwamae
Plesiotrygon iwamae är en rockeart som beskrevs av Rosa, Castello och Thorson 1987. Plesiotrygon iwamae ingår i släktet Plesiotrygon och familjen Potamotrygonidae. IUCN kategoriserar arten globalt som otillräckligt studerad. Inga underarter finns listade i Catalogue of Life.